# Cartas del Bosque de Segovia

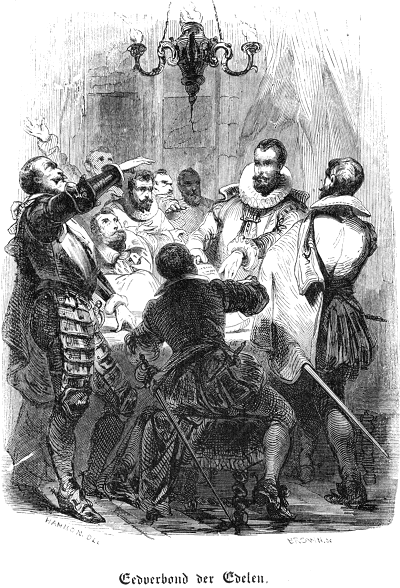
Ilustración del artículo sobre el Compromiso de Breda en el libro de Hendrik Conscience "Geschiedenis van België" (Historia de Bélgica), en una edición de 1859.

Las Cartas del Bosque de Segovia corresponden a dos series de cartas que Felipe II de España envió a la Regente Margarita de Parma, rechazando las peticiones de abolición de las ordenanzas que proscribían la herejía en los Países Bajos de los Habsburgo, el 17 y 20 de octubre de 1565, y el 31 de julio de 1566. Su intransigencia en este asunto contribuyó al estallido de la Guerra de los Ochenta Años.

## Contexto histórico
Felipe había continuado con gran empeño la política de represión de los herejes instituida por su padre, Carlos V. Sin embargo, esta medida se encontró con una creciente oposición en los Países Bajos. Por ello, en 1565, el Consejo de Estado envió a su miembro más destacado, Lamoral, conde de Egmont, a la corte española para solicitar personalmente una suavización de esta política. No recibió una respuesta inmediata.
Por aquel entonces, Felipe distribuía su tiempo entre varios emplazamientos en España (la construcción de El Escorial acababa de comenzar). Una de sus residencias favoritas era la Mansión del Bosque de Segovia, una casa solariega en los bosques cercana a  Segovia.  Desde este lugar Felipe realizaba sus tareas de gobierno y toda la burocracia administrativa que conllevaba con una numerosa correspondencia. Y en este punto, los dos grupos de cartas relativas a la cuestión religioso-política enviadas desde aquí tras la visita del conde de Egmont se han asociado con un aspecto importante los preludios de la Guerra de los Ochenta Años entre la historiografía holandesa e inglesa.

## Las cartas
Entre el 17 y 20 de octubre de 1565, Felipe II firma las cartas  en respuesta a las misivas enviadas por Margarita de Parma en julio de 1565, en las que formulaba numerosas peticiones, entre ellas, la relajación de algunas leyes contra la herejía. La respuesta de Felipe II fue tajante: las leyes contra la herejía se mantendría sin cambios, los inquisidores proseguirían con su labor y todos los herejes capturados deberían ser ejecutados. Estas cartas que llegan a Bruselas a principios de noviembre no hicieron más que empeorar la situación en los Países Bajos. En diciembre de 1565, un grupo de miembros de la baja nobleza formó un movimiento político, el Compromiso de Breda, como respuesta directa a las cartas de octubre. La reacción a estos agravios se manifestaron ante el poder cuando el 5 de abril de 1566 se entregó a Margarita de Parma una petición, firmada por 300 miembros del Compromiso de Breda, en la que se pedía que se anularan todas las leyes contra la herejía, Margarita, aislada y sin apoyos,  se avino a sus peticiones y comisionó a dos miembros del Consejo de Estado, el marqués de Bergen y el barón de Montigny, este último hermano del conde de Horn, Felipe de Montmorency, dirigirse a España y solicitar al monarca la aprobación de estas concesiones. En la audiencia concedida a ambos, Felipe II rechazó sus peticiones aunque en su carta del 31 de julio  se avino a atender algunas de las concesiones recomendadas por Margarita, pero pocos días después se retractó de dichas concesiones y mantuvo su política represiva.

## Consecuencias

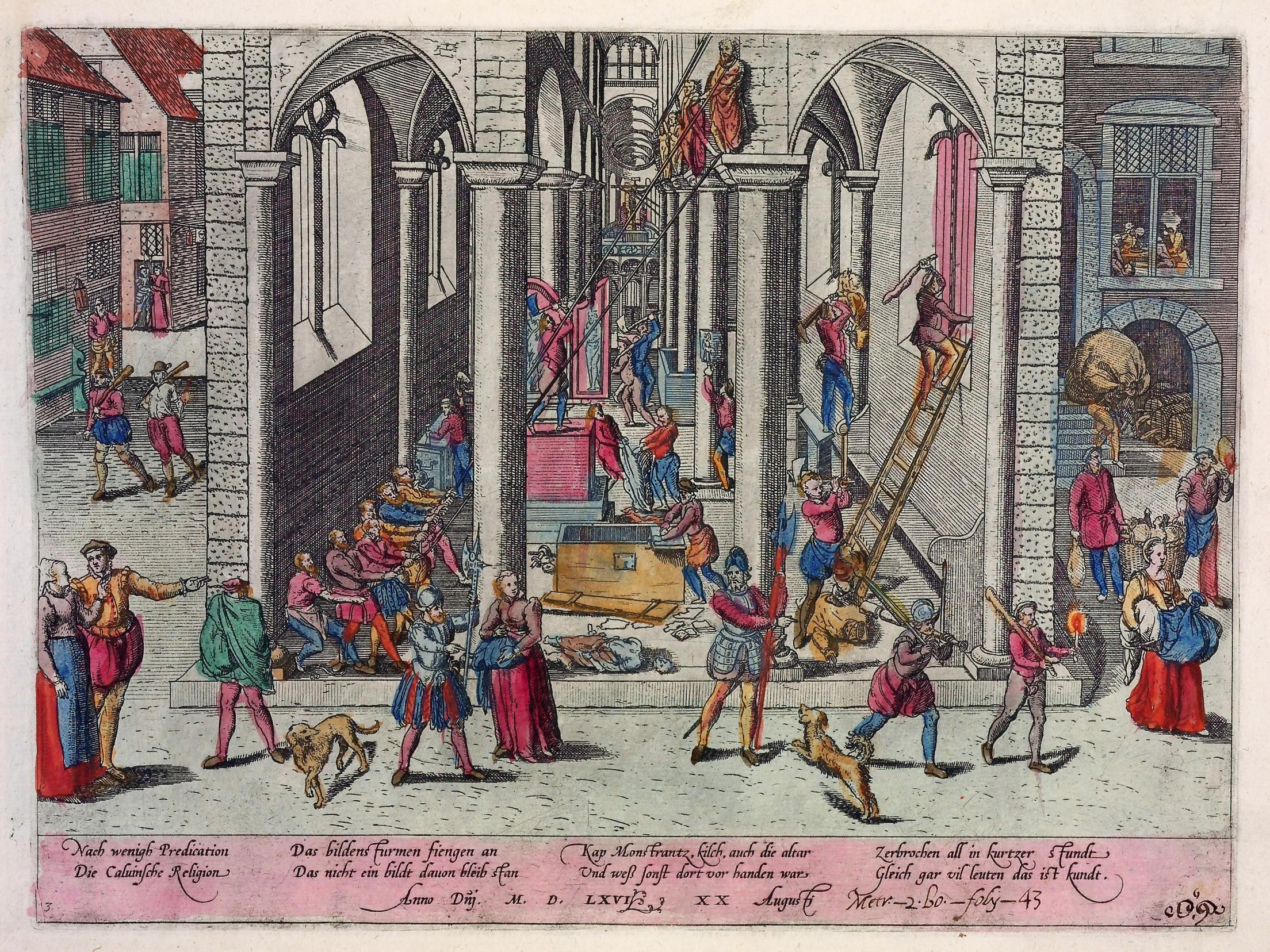
Frans Hogenberg: El motín iconoclasta calvinista del 20 de agosto de 1566 (Hamburgo, Kunsthalle)

Mientras se esperaba la respuesta del monarca español a la petición, el gobierno de Bruselas ya había suspendido la aplicación de las ordenanzas. Esto envalentonó a los calvinistas del país (muchos de los cuales regresaron del exilio por el clima político más benigno) y comenzaron a organizar reuniones religiosas al aire libre que atrajeron a grandes multitudes. Aunque en un principio fueron pacíficos, más tarde se convirtieron en una fuente de malestar una vez recibida la respuesta de Felipe II. A principios de agosto de 1566 se vislumbra una situación explosiva entre la falta de trabajo, los altos precios de los alimentos y los sermones virulentos y agitadores de los predicadores calvinistas. La situación derivó en una serie de revueltas populares y en una ola de destrucción iconoclasta de imágenes religiosas católicas (Beeldenstorm), e incluso en la toma del poder en algunas ciudades por parte de los calvinistas, como en Valenciennes. Aunque inicialmente las fuerzas de la gobernadora Margarita, al mando de Felipe de Noicarmes, consiguieron sofocar la revuelta, estas insurrecciones motivaron que Felipe II enviara un ejército español en 1567, comandado por Fernando Álvarez de Toledo, tercer duque de Alba. Sus medidas represivas desencadenaron la Revuelta de los Países Bajos y la Guerra de los Ochenta Años.